# Cyperus medusaeus
Cyperus medusaeus är en halvgräsart som beskrevs av Emilio Chiovenda. Cyperus medusaeus ingår i släktet papyrusar, och familjen halvgräs. Inga underarter finns listade i Catalogue of Life.